# Peer Kluge
Peer Kluge (* 22. November 1980 in Frankenberg/Sachsen) ist ein ehemaliger deutscher Fußballspieler. Seine bevorzugte Position war das defensive Mittelfeld.

## Karriere
Kluge begann seine Karriere beim Chemnitzer FC, für dessen Jugendmannschaften er von 1987 bis 1999 spielte. Ab 1999 gehörte er zum Profikader des Chemnitzer FC, der damals in der 2. Fußball-Bundesliga spielte. Nach dem Abstieg der Chemnitzer in der Saison 2000/01 holte ihn Hans Meyer zum Bundesligaaufsteiger Borussia Mönchengladbach. Für die „Fohlen“ absolvierte er in sechs Jahren insgesamt 141 Bundesligaspiele und erzielte dabei neun Tore. Er war bei der Borussia dritter Kapitän und führte die Mannschaft auf den Platz, wenn Kasey Keller und Oliver Neuville fehlten.
Nach dem Abstieg der Borussia wechselte Kluge im Juli 2007 zum inzwischen von Hans Meyer trainierten 1. FC Nürnberg. Bei den „Clubberern“ erzielte er an den ersten acht Spieltagen der Hinrunde drei Tore; außerdem gelang ihm im UEFA-Pokal-Spiel gegen Rapid Bukarest am 4. Oktober 2007 das wichtige Ausgleichstor zum 1:1. Danach dauerte es allerdings über ein Jahr, bis er am 17. Oktober 2008 für den inzwischen abgestiegenen FCN wieder ein Pflichtspieltor erzielte. Von da an wurde er vermehrt als Spielmacher oder auch als Flügelspieler in der Raute anstatt wie zuvor als Sechser eingesetzt. Am 8. Dezember 2008 erzielte er das erste Kopfballtor seiner Profikarriere. In der Saison 2008/09 schaffte er mit dem 1. FC Nürnberg den Wiederaufstieg in die Bundesliga. Er kam in 28 Spielen zum Einsatz und erzielte dabei vier Tore. In der Hinrunde der Saison 2009/10 kam er in allen Spielen zum Einsatz, konnte jedoch nicht verhindern, dass der 1. FC Nürnberg auf einem Abstiegsplatz die Hinrunde beendete.
In der Winterpause der Saison 2009/10 wechselte Kluge zum FC Schalke 04 und unterschrieb dort einen Vertrag bis zum 30. Juni 2013. Insgesamt absolvierte er bei den „Knappen“ 51 Pflichtspiele, darunter acht Europapokalspiele und fünf DFB-Pokal-Einsätze. Sein letztes Pflichtspiel bestritt er am 29. Oktober 2011, als er beim 3:1-Sieg gegen die TSG Hoffenheim kurz vor Spielende eingewechselt wurde.
In der Sommerpause 2012 wechselte Kluge zum Bundesliga-Absteiger Hertha BSC, bei dem er einen Zweijahresvertrag unterschrieb. Sein erstes Tor für die Hertha erzielte er am 19. Oktober 2012 beim 2:0-Auswärtssieg gegen den VfL Bochum. Nachdem Kluge in der Bundesliga-Saison 2013/14 insgesamt zwei Kurzeinsätze für die aufgestiegene Hertha absolviert hatte, wurde er am 6. Februar 2014 in die zweite Mannschaft der Berliner versetzt. Anschließend klagte er vor dem Berliner Arbeitsgericht auf Rückkehr ins Training der ersten Mannschaft.
Zur Saison 2014/15 unterschrieb Kluge für zwei Jahre bei Zweitliga-Absteiger Arminia Bielefeld. Verletzungsbedingt spielte Kluge kaum und beendete im Jahre 2016 seine Karriere.

## Erfolge
- Bundesliga-Aufstieg 2008/09 mit dem 1. FC Nürnberg
- Vizemeisterschaft 2009/10 mit dem FC Schalke 04
- DFB-Pokalsieg 2010/11 mit dem FC Schalke 04
- Meister in der 2. Fußball-Bundesliga 2013 mit Hertha BSC
- Meister der 3. Fußball-Liga 2015 mit Arminia Bielefeld